# Villa Gesell
Villa Gesell, oft nur Gesell genannt, ist ein Badeort in der Provinz Buenos Aires in Argentinien. Die Stadt an der Küste des Südatlantiks ist Verwaltungszentrum des gleichnamigen Partidos und zählt etwa 30.000 Einwohner mit dauerhaftem Wohnsitz. Pro Saison besuchen etwa 750.000 Touristen die Stadt, sie zählt damit zu den Haupt-Touristenzentren des Landes.

## Name
Der Name lautet übersetzt Gesell-Stadt und geht auf Silvio Gesell, den Vater des Stadtgründers Carlos Gesell, zurück. Gebräuchlich ist heute jedoch der abgekürzte Name Villa Gesell.

## Geschichte
Carlos Gesell (1891–1979), der gemeinsam mit seinem Bruder Ernesto in Argentinien eine Kinderwagenfabrik betrieb, erfuhr 1931, dass nördlich von Mar del Plata ein zehn Kilometer langer und 1600 Meter breiter Küstenstreifen zum Verkauf stand. Der Preis war äußerst günstig, da Wanderdünen und Flugsand das schlauchförmige Gebiet prägten. Carlos Gesell hatte kurz zuvor das belgische Seebad Oostende besucht und stellte begeistert eine gewisse Ähnlichkeit der landschaftlichen Verhältnisse fest.
Als Kind und Jugendlicher hatte er durch das bewegte Leben seines Vaters Silvio Gesell verschiedene Formen menschlichen Zusammenlebens kennengelernt, unter anderem eine Landkommune in der Schweiz sowie die von Vegetarismus und lebensreformerischen Ideen geprägte Kolonie Eden bei Oranienburg. Impulse, die er dort empfangen hatte, führten zu seinem Lebenstraum, in Argentinien eine alternative Arbeits- und Lebensgemeinschaft zu verwirklichen. Der Küstenstreifen am Atlantik schien ihm dafür die geeigneten Voraussetzungen zu bieten.
Im Frühjahr 1932 begann Carlos Gesell gegen den Widerstand seines Bruders mit der Kultivierung der Dünenlandschaft. Er erbaute ein Holzhaus und versuchte, in der Dünenlandschaft Pinien und Akazien zu pflanzen. Ein gewaltiger Sandsturm begrub diese Anfänge.
Gesell suchte Rat in Deutschland. Ein Agraringenieur, der auf den ostfriesischen Inseln erfolgreich Aufforstungen durchgeführt hatte, beriet ihn. Aber auch ein weiterer Pflanzversuch scheiterte. Gesell kehrte nach Deutschland zurück und überwarf sich mit seinem Bruder. Er ließ sich seinen Geschäftsanteil auszahlen und entwickelte einen neuen Plan, die Dünenlandschaft der Küstenregion zu bepflanzen. Er kaufte Strandhafer in Deutschland und pflanzte ihn nach seiner Heimkehr zunächst auf einem Versuchsfeld an. Erste Erfolge stellten sich ein. Die Dünenlandschaft gewann an Stabilität. Er versuchte im Anschluss erneut, Bäume zu pflanzen – mit Erfolg. Die Wanderdünen wurden stabilisiert. Dieses Engagement trug Carlos Gesell den Beinamen Verrückter der Dünen ein.
Zwischen 1936 und 1937 beschäftigte Carlos Gesell für diese Arbeiten Timoteo Henckels, den wegen seiner jüdischen Herkunft aus Nazi-Deutschland emigrierten Sohn des Theater- und Filmschauspielers Paul Henckels. Jener hatte in Deutschland eine zweijährige Ausbildung als landwirtschaftlicher Gehilfe erhalten. Vor seiner Ausreise besuchte er die Dünen von Sylt, um Grassamen einzusammeln und das dortige Befestigungssystem kennenzulernen. Nach einem Jahr gab Timoteo Henckels seine Arbeit in Villa Gesell auf, da er für sich keine Perspektive sah. Auch konnte er seinen Wunsch, Spanisch zu lernen, nicht bei seiner einsamen Pflanztätigkeit verwirklichen, war er doch meist der einzige Arbeiter in den Dünen.
Die permanente Geldknappheit zwang Gesell, sich nach neuen Einkünften umzusehen. Er versuchte es mit einer Schweine- und Ziegenzucht – ohne Erfolg. Als 1940 einige Hochseeangler aus Buenos Aires zufällig an seiner Küste landeten und dort den überaus großen Fischreichtum entdeckten, entwickelte Gesell die Idee, seinen Landbesitz für den Tourismus zu öffnen. Er baute eine Straße parallel zur Küste, den Bulevar Silvio Gesell, die heutige Haupt- und Geschäftsstraße Villa Gesells. Bereits 1941 wurde das erste Gästehaus, die Pension Sommerschwalbe, gebaut. In einem Zeitungsinserat warb Carlos erfolgreich für sein Paradies der Einsamkeit und nannte es Villa Silvio Gesell.

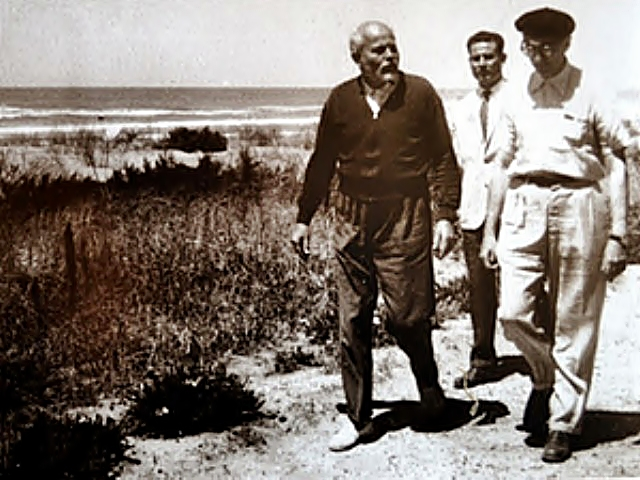
Stadtgründer Carlos Gesell (links) 1958 mit dem Staatspräsidenten Arturo Frondizi

Es folgten erste Siedler, die Grundstücke pachteten und darauf Häuser erbauten. Geschäfte entstanden, und eine Schule wurde gegründet. Den Lehrer bezahlte Carlos Gesell aus eigener Tasche.
In den 1950er Jahren wurde Villa Gesell an das argentinische Verkehrsnetz angeschlossen. Im Ort herrschte Rauchverbot. Alkohol war nur an Festtagen erlaubt und das Glücksspiel generell verboten.
In den 1960er Jahren entdeckten Künstler Villa Gesell. Maler, Musiker, Fotografen prägten das Ortsbild. Eine Mole, die weit hinaus ins Meer reicht, wurde erbaut. Die Stadt wurde in den 1960er und 1970er Jahren vor allem bei Campern und jungen Leuten beliebt, bis immer mehr Hotels und Vergnügungsstätten erbaut wurden und somit der Massentourismus Einzug hielt.
Carlos Gesell, der 1971 mit dem Bundesverdienstkreuz ausgezeichnet wurde, starb 1979 im Alter von 88 Jahren in Buenos Aires. Der Schriftsteller Uwe Timm setzte ihm 2020 mit dem Essay Der Verrückte in den Dünen ein literarisches Denkmal.

## Villa Gesell heute
Viele Nachkommen Gesells leben auch heute noch in Villa Gesell. Eine Enkelin betreibt dort u. a. einen Campingplatz. Ein Museum in dem von Carlos Gesell erbauten ersten Wohnhaus, der Casa Gesell, erinnert an den Stadtgründer.
Im Frühjahr 2020 wurde in Villa Gesell die Gründung das Instituto de Estudios Económicos Silvio Gesell gegründet. Zur Gründungskommission gehörten Carlos Fernando Louge aus Buenos Aires, die Stadtverwaltung von Villa Gesell, das Städtische Museum und Archiv (Museo y Archivo Municipal) sowie ein Gremium der wirtschaftswissenschaftlichen Fakultät der Universität Buenos Aires (Comisión de Economía de la Facultad de Ciencias Económicas de la Universidad de Buenos Aires).

## Persönlichkeiten
Mit Villa Gesell verbundene Personen
- Batuz (* 1933), Künstler, lebte von 1964 bis 1972 in Villa Gesell und gründete dort ein Künstlerzentrum
- Dagmar Ploetz (* 1946), Übersetzerin, lebte von 1948 bis 1965 in Villa Gesell
- Pat Binder (* 1960 in Buenos Aires), Künstlerin, verbrachte zwischen 1960 und 1989 ihre Ferien in Villa Gesell

In Villa Gesell geborene Personen
- Luciano Darderi (* 2002), italienischer Tennisspieler